# Plectreurys arida
Plectreurys arida is een spinnensoort uit de familie Plectreuridae. De soort komt voor in Mexico.